# Peter Porsch
Peter Porsch (15 de Outubro de 1944, Viena) é um político alemão da Die Linke.  É casado e tem três filhos.